# 立教大学大学院文学研究科・文学部

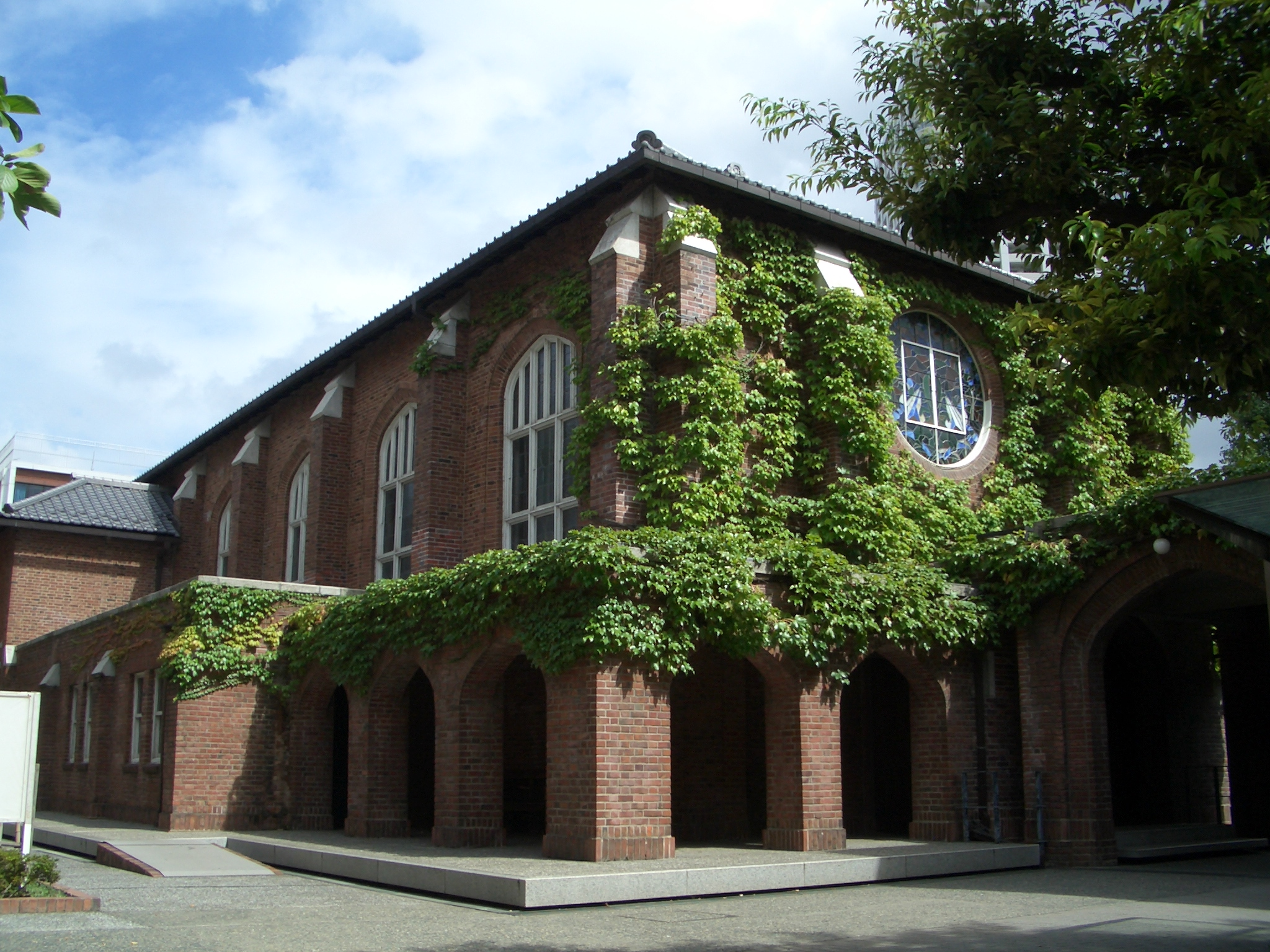
立教大学池袋キャンパスにあるチャペル

立教大学文学部（りっきょうだいがくぶんがくぶ）は、立教大学が設置する文学部。立教大学大学院文学研究科（りっきょうだいがくだいがくいんぶんがくけんきゅうか）は、文学を研究する立教大学の大学院文学研究科。

## 概要

### 創成期から立教大学校の開設
立教大学文学部は、1907年（明治40年）の専門学校令を受けて立教大学として発足した時に設置された文科をルーツとし、商科として設置された経済学部と共に学部としては立教大学最古の歴史を持つ。さらに、その歴史は、1859年（安政6年）に初代米国総領事タウンゼント・ハリスの支援によって、プロテスタント初の宣教師・米国聖公会のジョン・リギンズが江戸幕府・岡部駿河守長常の要請から長崎に私塾を開設し、チャニング・ウィリアムズとともに日本の先駆けとなる英学教育を創始したことまで遡ることができる。リギンズは『聯邦志略』を始めとする外国書籍の頒布や日本の嚆矢となる英学会話書である『英和日用句集』を執筆し、ウィリアムズは立教大学の源流となる私塾に加え、長常が創設した日本初の系統的な英語教育機関である『長崎英語伝習所』でも教えた。

1881年（明治14年）には、在日米国聖公会宣教師会議が東京で開かれ、テオドシウス・ティングが東京大学の文学コースと並ぶ学習課程を持つ米国式のカレッジを日本に創設することを訴えて大学校の設立が決定し、1883年（明治16年）に立教大学校が創設された。これは後の帝国大学令と大学令に先駆けて教育令により認可された大学（旧制大学）であり、校長にはハーバード大学出身のジェームズ・ガーディナーが就任した。

### 明治期の英米文学
英米文学においては、1883年（明治16年）に東京・築地の立教学校卒業生で大阪・英和学舎（立教大学の前身の一つ）教授の河島敬蔵が日本初となるシェイクスピア劇の翻訳（『ジュリアス・シーザー』の逐語訳）を発表し、1886年（明治19年）には、日本で初めて『ロミオとジュリエット』の翻訳書を出版し、日本の英米文学史に名を残す功績を上げている。また、1889年（明治22年）には、立教学校在学中の水田南陽は、シェイクスピア劇の翻訳を誌面に掲載し、1899年（明治32年）に日本へ『シャーロック・ホームズ』を紹介した先駆者である。立教学校出身でスタンフォード大学に留学したジャーナリストの長沢別天は、1893年（明治26年）にエドガー・アラン・ポーの詩を日本に初めて紹介し、翌年にはジョン・ミルトンの評論を著すなど、明治期に英文学の普及に努めた。

1903年（明治36年）には、ハリー・ポッターシリーズの原型であるトマス・ヒューズの『トム・ブラウンの学校生活』の訳書を立教生の岡本鶴松が『英国学校生活』として出版した。発行は鶴松の号から名付けた九皐社で、印刷は築地・明石町にあった立教学院活版部で行われ、本訳書の序文を立教学院総理であったヘンリー・タッカーが寄稿した。この作品はヒューズが在学した聖公会のラグビースクールを舞台としており、イギリスとアメリカで大人気の作品となったが、日本でも明治時代の高校生に最も人気のある英語圏生まれの教科書となった。

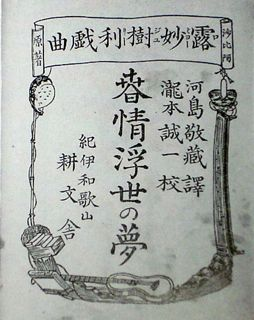
露妙樹利戯曲 春情浮世之夢（日本初の『ロミオとジュリエット』完訳書）河島敬蔵訳。
水田南陽が翻訳した原書『シャーロック・ホームズの冒険』（1892年、初版本）。
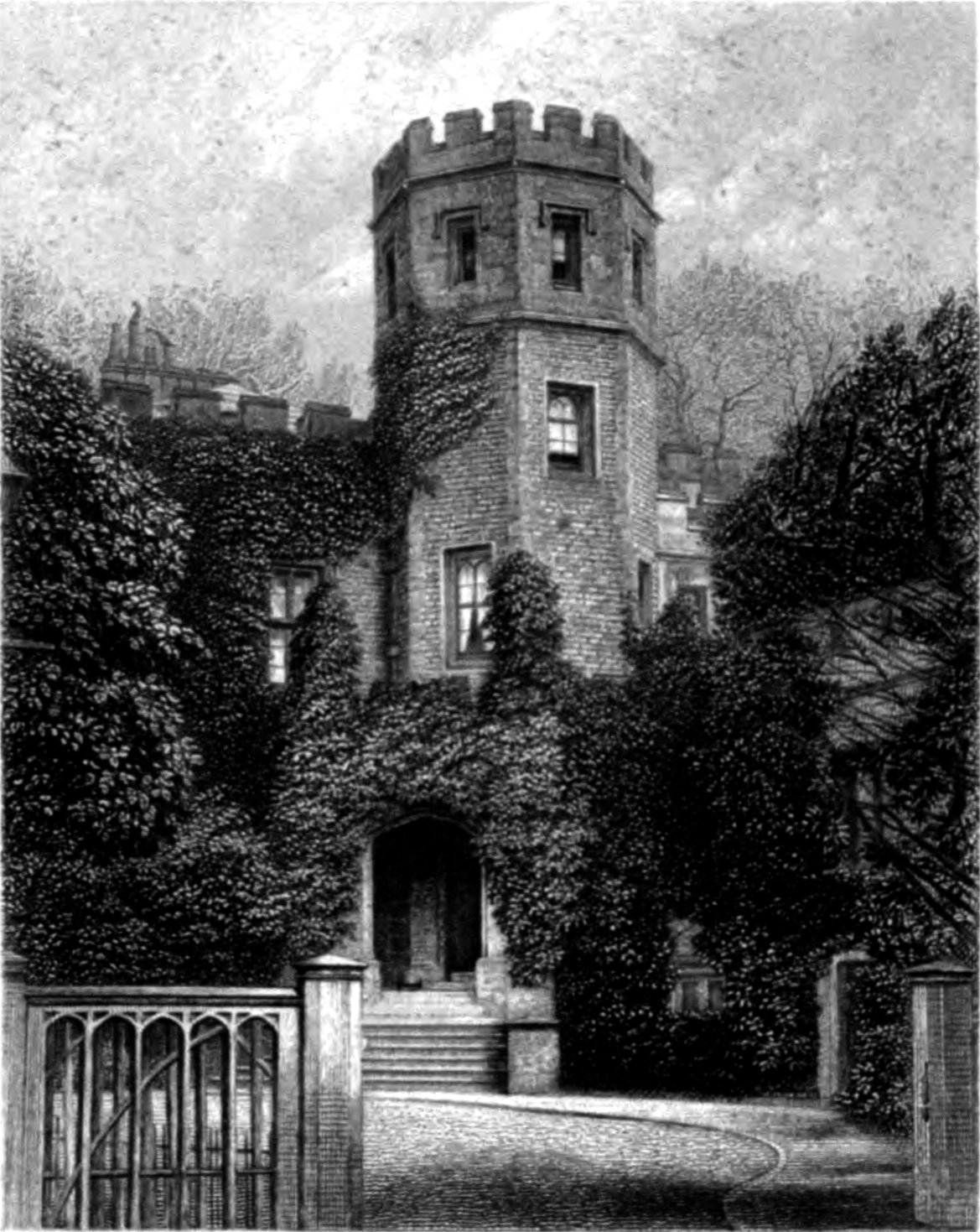
岡本鶴松が翻訳した『トム・ブラウンの学校生活』。明治時代の高校生に最も人気な英語圏作品で、ハリー・ポッターシリーズに影響を与えた。

### 英語部の設置と東京英語専修学校の開設
1896年（明治29年）には、築地の立教学校（第2次立教学校）は立教専修学校と立教尋常中学校に改組され、同年、築地の学内に英語部が設置された。次いで1897年（明治30年）6月に、英語部は築地から神田錦町へ移転し、同年9月に東京英語専修学校として開校する。教師陣として開設者の大倉本澄（旧制第六高等学校教授、ハーバード大学の外国人初の舎監）、増田藤之助（早稲田大学名誉教授、日本の英文学の権威）、左乙女豊秋（立教学校主監、立教中学校初代校長）らの日本人教師ほか、テオドシウス・ティング（立教学校校長、大阪・英和学舎創設者）やアーサー・ロイド（立教学院総理）らの外国人教師が教鞭を執った。東京英語専修学校は、英学、英語教育に注力した学校で、外事専門家や英学者を多く輩出したが、海外へ赴く者や実業家などが文部省検定試験に備える受験科も開設していた。同時に、東京専門学校（現・早稲田大学）からイェール大学に留学した関和知や渡部善次郎らも学ぶなど、多い時で500人を超える学生を擁した。校舎設備の問題など多くの問題が生じたことから、1903年（明治36年）春に閉校となるが、組織は築地へ移り、1907年（明治40年）に創設された立教大学（専門学校令による）の文科や、その後の立教大学文学部英文学科（現・文学部文学科英米文学専修）の礎になっている。

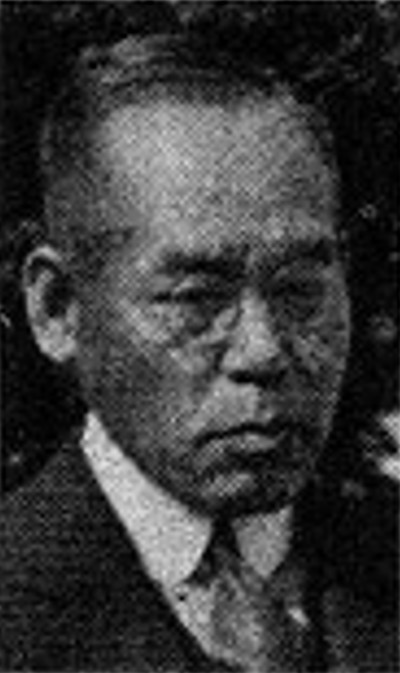
大倉本澄（東京英語専修学校開設の功労者、ハーバード大学の外国人初の舎監）
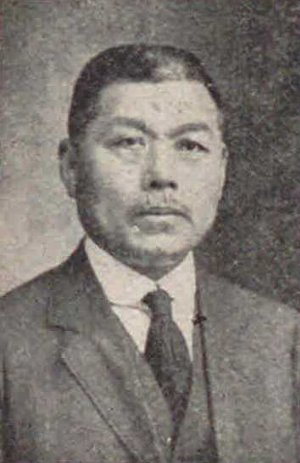
関和知（東京英語専修学校を経てイェール大学及びプリンストン大学へ留学、衆議院議員）

### 文芸雑誌『塔』の創刊
1920年（大正9年）3月に、英文学科に在学中の加藤まさを（大正期の代表的な抒情画家で『月の沙漠』の作詞家）が中心となって立教大学の文芸雑誌『塔』が創刊される。装幀、口絵、カットのすべてを加藤が手掛け、装紙には、アーチ型の星空に聳え立つ立教の塔（関東大震災で崩れる前のモリス館の自由の塔）と、その頂上に高く翻る校旗が、シルエット風にペン画で印象的に描かれた。創刊号では加藤による詩「失はれし宝石」と童謡2編も発表された。

### 文学部の設置と立教史学の創生
1922年（大正11年）、大学令を受けて再び大学に昇格した際に文学部が設置され、英文学科、哲学科、宗教学科の3学科を置いた。1925年（大正14年）には史学科を置き4学科体制となる。同年、日本の英語教育の第一人者で、日本初のラジオ英語講座（現・NHKラジオ英語講座）を担当した岡倉由三郎（岡倉天心の実弟）が教授に就任し、英文学科長を務める。岡倉の推薦により言語学の権威である金田一京助も教授に就任し、言語学講座を担当した。学科長の岡倉に加え英米文学の教授としては、卒業生の根岸由太郎や後述の高垣松雄（アメリカ文学研究の権威）のほか、井手義行（東京外事専門学校第10代校長、東京外国語大学学長事務取扱）、峰尾都治（東京外国語学校教授、後の旧制東京高等学校校長）が教鞭を執るなど充実した教授陣を擁した。1929年（昭和4年）には、明治期にウォルター・ウェストン及びH.J.ハミルトン（日本聖公会中部教区初代主教）とともに日本アルプス連山の初登頂を行った浦口文治（一橋大学教授）も教授に就任し、同年予科教授に就いた金子尚一（立教大学名誉教授、立教大学英語会／ESSの支援者）も後に文学部教授として英文学を講じた。立教大学文科を卒業後、東京帝国大学英文学科で学んだ長沢英一郎（学習院教授、東京学芸大学教授）も英文学史を教えた。

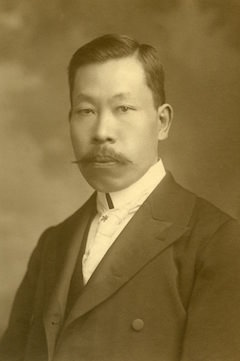
岡倉由三郎（英文学科長、日本の英語教育の第一人者、岡倉天心の弟）
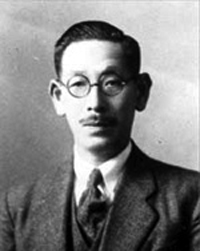
金田一京助（言語学の権威、日本言語学会会長、アイヌ語研究の第一人者、石川啄木の親友）

創設された史学科の教授陣としては、西洋史に小林秀雄（後の文学部長）、東洋史に原田淑人（日本近代東洋考古学の父）、白鳥清（白鳥庫吉の嗣子）、日本史に竹岡勝也（九州帝国大学法文学部長）、辻善之助（東京帝国大学史料編纂所初代所長、実証的な日本仏教史の確立者）、藤本了泰（仏教学者、僧侶、天徳寺住職）、中村勝麻呂（東京帝国大学史料編纂官）、日本美術史に石白村治（博物館顧問）という陣容で始まり、1年後には、西洋史に野々村戒三、東洋史に市村瓚次郎（日本の東洋史学の開拓者）が教授陣に加わった。当初史学科の専任教授は初代史学科長を務めた小林だけで、その他は兼任教授であったが、いずれも後年、各分野の第一人者となった人物であり、充実した陣容であった。また、当時の立教大学新聞第9号（1925年1月5日）によると、上記の教授陣に加え史学科開設当初の教授として、地理学に内田寛一（日本における歴史地理学の開拓者）の就任も決まり、近代世界史が開講となれば米田實、歴史哲学が開講となれば米田庄太郎（京都帝国大学教授）が講じる予定となっていることを伝えている。
1929年（昭和4年）には、小林秀雄の紹介から早稲田中学校教諭の十河佑貞（早稲田大学教授、同大学史学会会長）が西洋史を担当する教授に就任して予科で教えたのち、文学部教授となり西洋史と獨乙語を講じた。

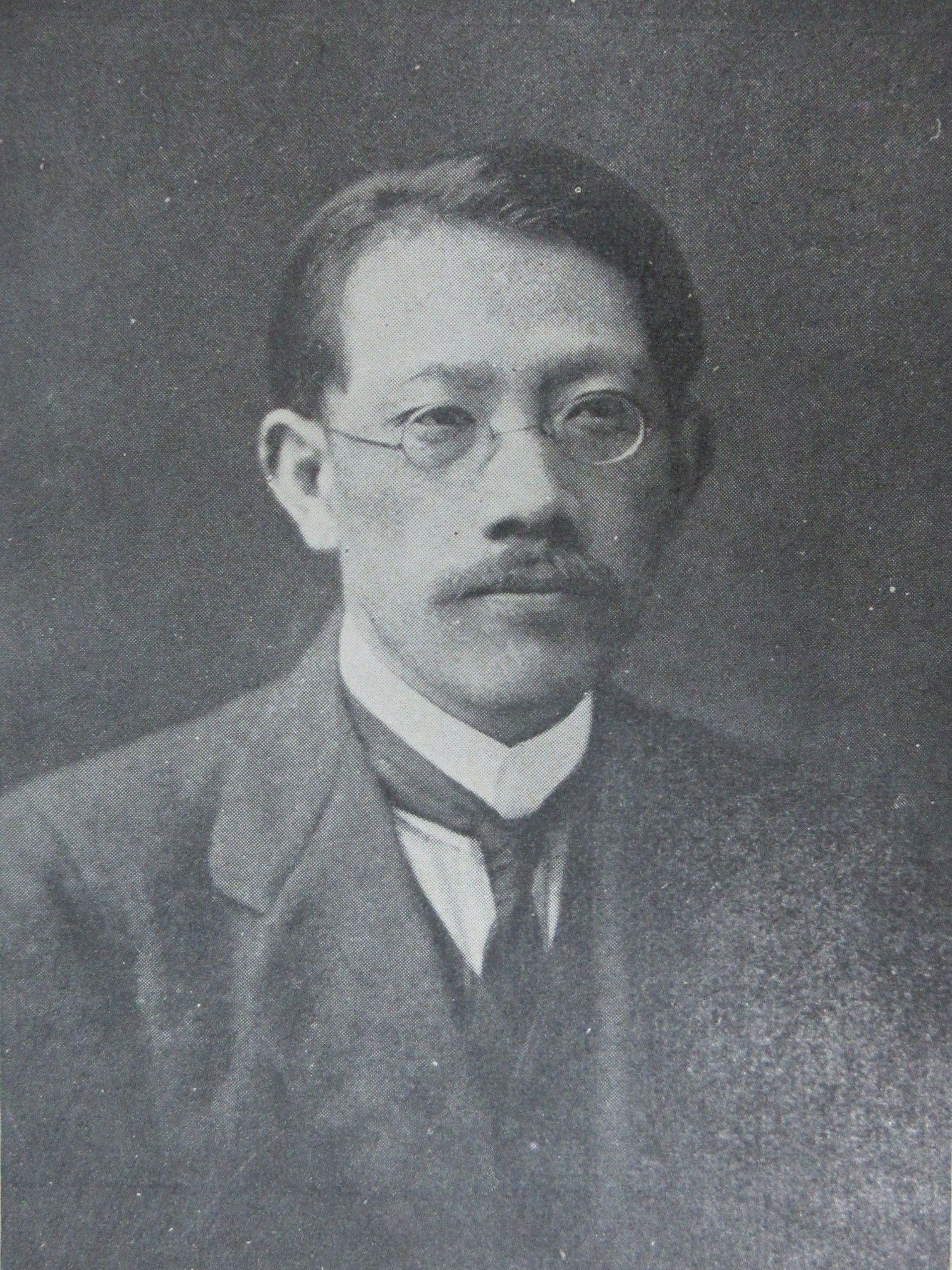
小林秀雄（初代史学科長、立教大学名誉教授）
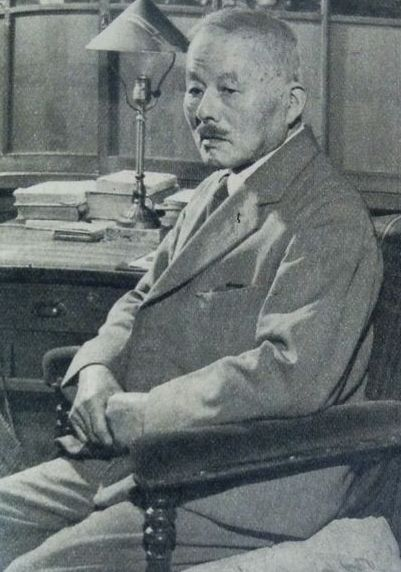
辻善之助（実証的な日本仏教史の確立者）
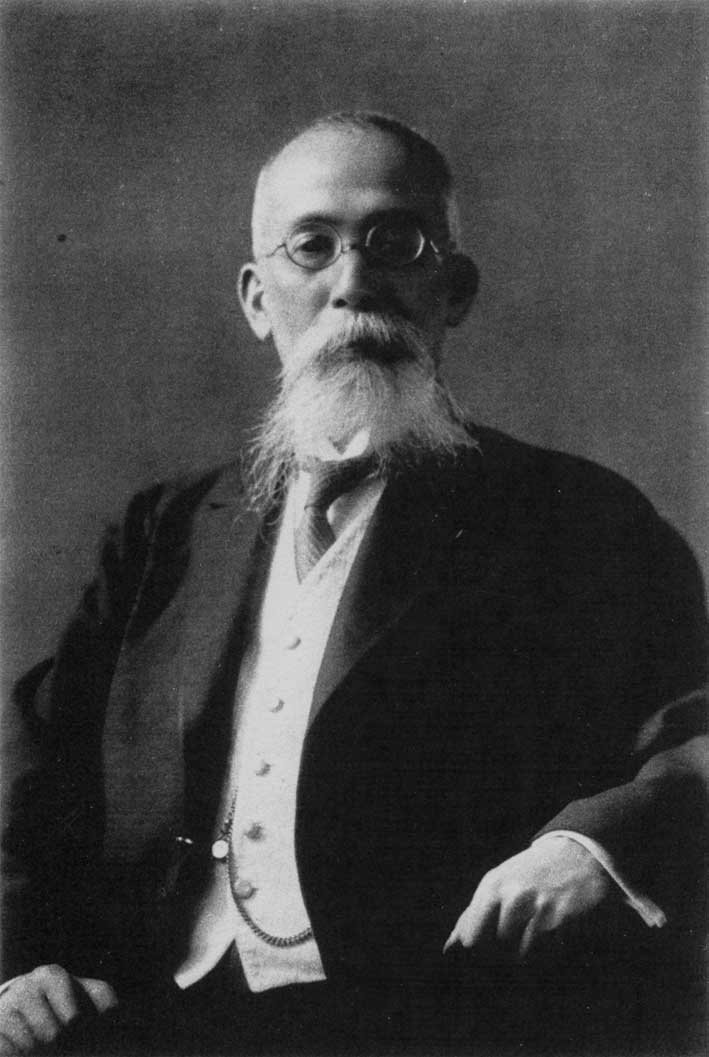
市村瓚次郎（日本の東洋史学の開拓者）
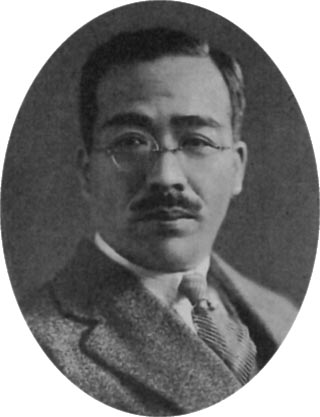
内田寛一（日本の歴史地理学の開拓者）
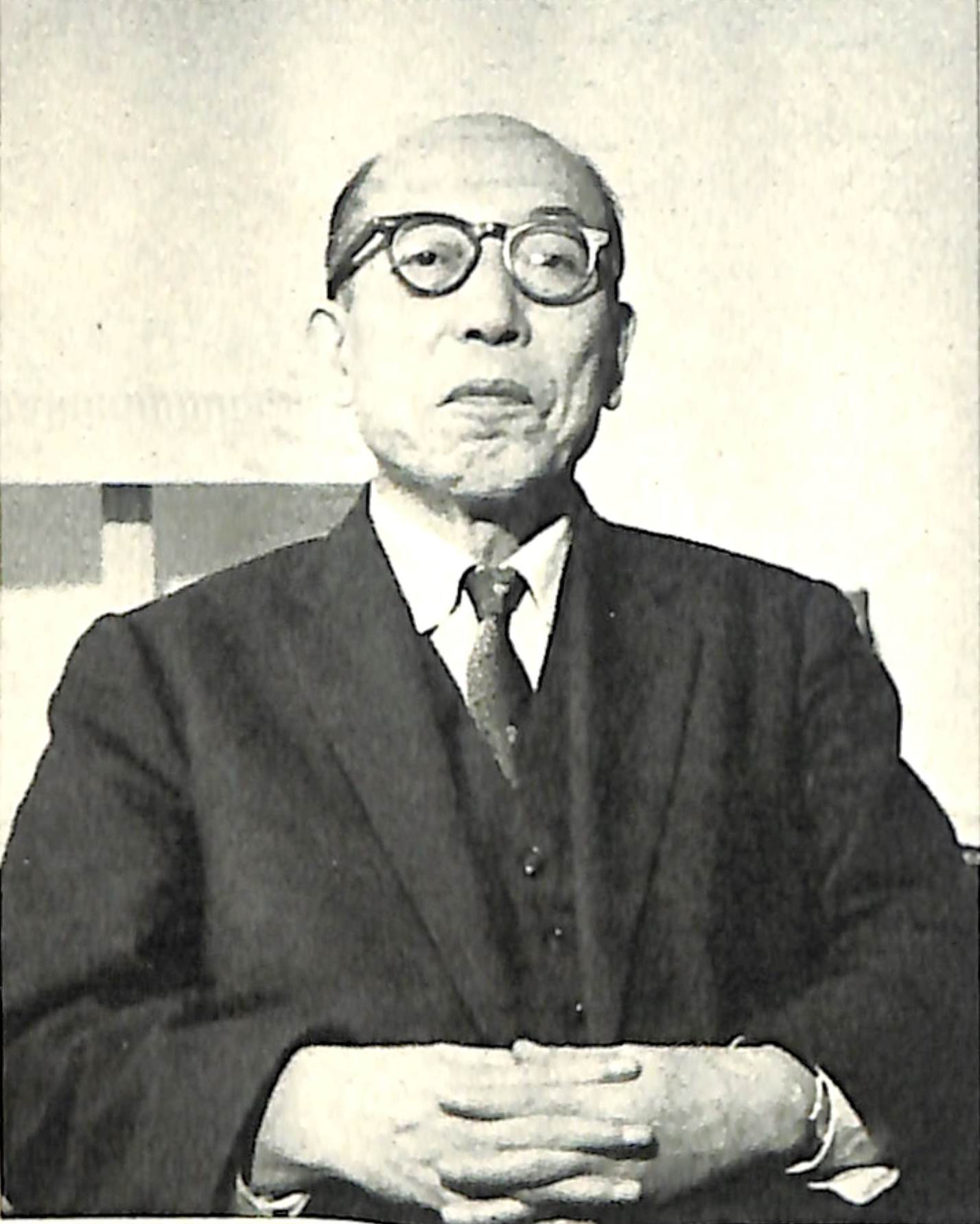
十河佑貞（早稲田大学史学会会長、早稲田大学教授）

立教大学の史学教育の歴史の起源は先述の1925年（大正14年）に開設した史学科よりもさらに古く、1859年に（安政6年）長崎で創設された立教大学の源流である私塾では、ジョン・リギンズが持ち込んだ書籍のうち、ブリッジマンの『聯邦志略』、ウィリアム・ミュアヘッドの『大英国志』、シルナーの『英国歴史』などによってアメリカ合衆国の歴史や、イギリスの歴史も教えられ、日本の志士たちに大きな影響を与えた。
その後、1874年（明治7年）に東京・築地で開設された立教学校では、1876（明治9年）6月の年次報告によるとウィリアム・クーパー（William B. Cooper）が歴史・地理を教授したという。また立教学校1期生の貫元介によるとチャニング・ウィリアムズから英国史や文明史などを学んでおり、1879（明治12年）6月に東京府知事宛に貫から提出された私学開業届によると、教則には万国史、英国史、仏国史、米国史、近世史とあり、史学科目が全科目の半数を占めた。この初期立教学校において、これらの各西洋諸国史は英語で教授された。
1890年（明治23年）には、立教大学校の後を受けて立教学校（第2次）が発足するが、9月からの新学年のカリキュラム変更がなされ、外国人が担当する科目は英語、英文学、西洋史に限り、他は日本人教授が担当することとなった。
この明治期の立教学校（第2次）では、岩倉使節団の一人として『米欧回覧実記』を著し、歴史学の先駆者として知られる久米邦武が1894年（明治27年）9月から専修科の教授として史学を講じている。

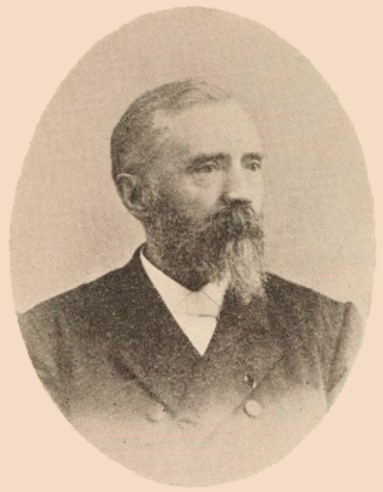
ジョン・リギンズ（日本初のプロテスタント宣教師、立教の源流である私塾創設者で歴史書、地理書など多くの英学書をもたらす）
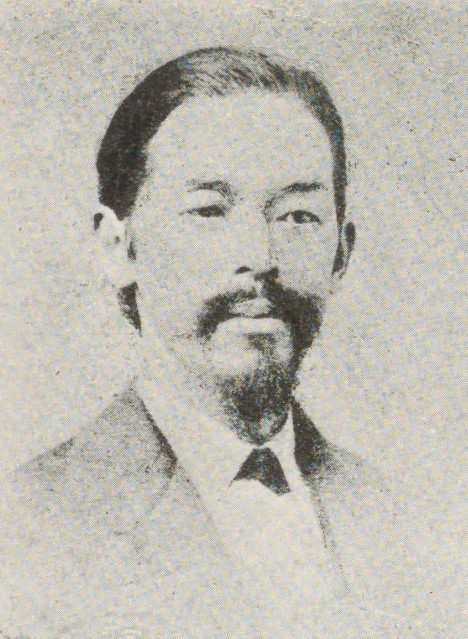
久米邦武（歴史学・古文書学の創始者、岩倉使節団の一員、大隈重信の盟友）

### アメリカ文学と教育心理学の展開
1890年（明治23年）頃、日本における英文学の権威で坪内逍遥と双璧をなした増田藤之助（早稲田大学名誉教授）が立教学校（現・立教大学）教授として英文学を講じ、その後も東京英語専修学校（立教大学の前身の一つ）などで多年に渡り教え、立教大学文学部英文学科においても教授した。1922年（大正11年）には、日本のアメリカ文学研究の第一人者である高垣松雄が教授に就き、1926年（大正15年）からは同分野の先駆者である富田彬（立教大学名誉教授）も教授に就き、立教大学においてアメリカ文学研究の基盤を築いた。高垣は後進の育成にも注力し、教え子には杉木喬（立教大学名誉教授）や細入藤太郎（立教大学教授）がいる。高垣は、1936年（昭和11年）に文学部英文学科長となり、1939年（昭和14年）には日本で最初のアメリカ研究所となる「立教大学アメリカ研究所」を創設した。同時期に、先述の長沢英一郎も米国文学を教えている。
教育学と心理学の分野では1930年（昭和5年）から幼少教育の先駆者であり、教育心理学の分野で活躍した岡部弥太郎が教授として、教育学や教育史を講じ、心理学演習を担当した。

### 戦時中から戦後の進展

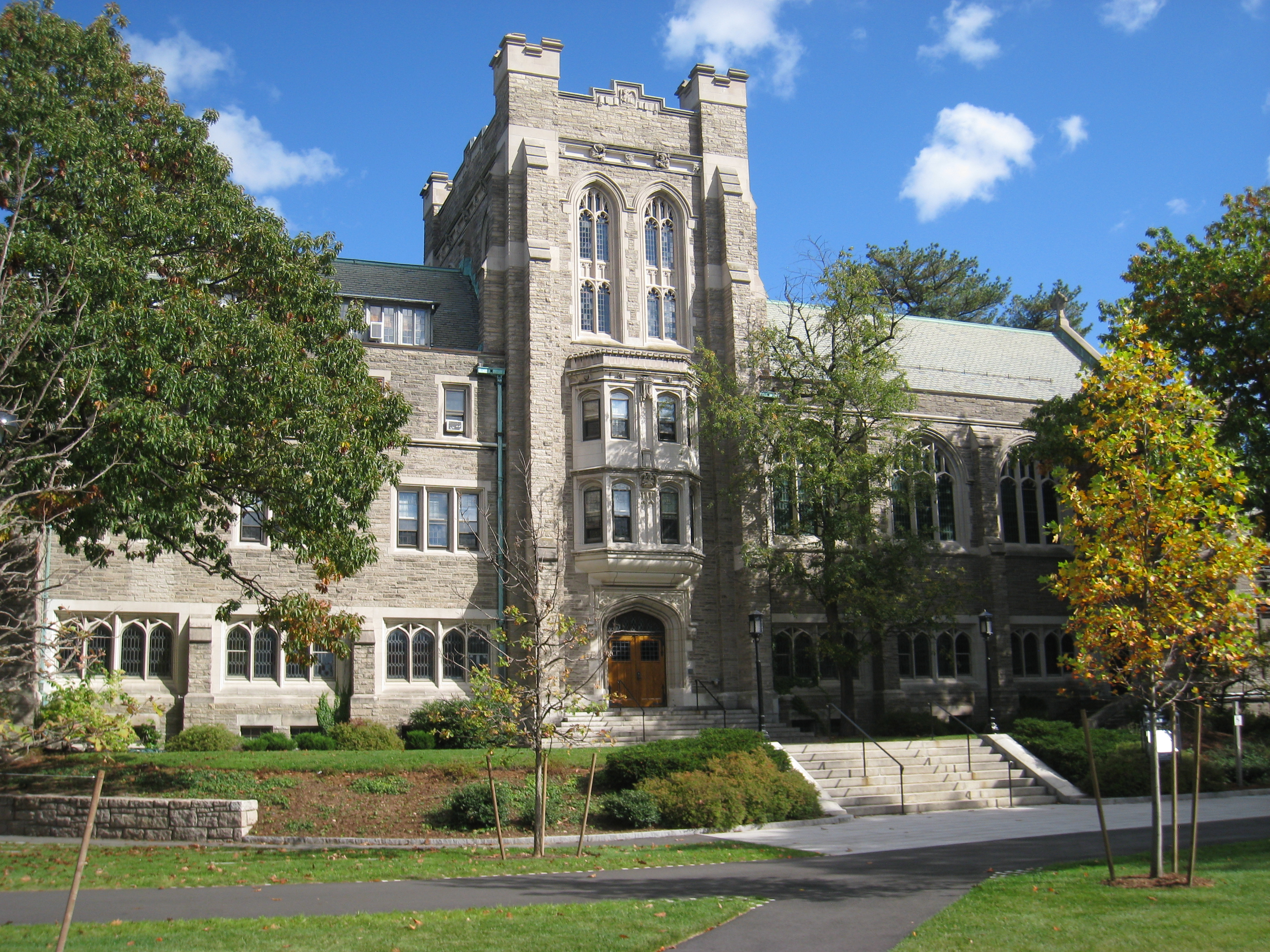
キリスト教学科を創設した菅円吉、大学チャプレンと教授を務めた高松孝治（立教大学1期生）が学んだハーバード大学神学大学院（Harvard Divinity School）

1943年（昭和18年）には、太平洋戦争の影響で国による私立の文科系大学・専門学校の整理統合により、文学部およびチャペルを閉鎖し、文学部の学生は慶應義塾大学文学部に移籍した。戦後の1946年（昭和21年）に文学部は復活し、キリスト教学科と英米文学科を設置する。キリスト教学科はハーバード大学神学大学院（Harvard Divinity School）で神学を修めた菅円吉（立教大学名誉教授・文学部長）によって創設された。戦前には同じくハーバード大学神学大学院に学んだ高松孝治（立教大学1期生）もギリシア哲学を教えた。1947年（昭和22年）には社会学科が設置され、1949年（昭和24年）、新制大学として認可を受けて文学部、経済学部、理学部を開設すると、文学部にはキリスト教学科、英米文学科、社会学科、史学科、心理教育学科が置かれた。1956年（昭和31年）に日本文学科を設置、1958年（昭和33年）には社会学部設置にともない社会学科を廃止した。1962年（昭和37年）、心理学科および教育学科の設置にともない心理教育学科を廃止、1963年（昭和38年）にはフランス文学科、ドイツ文学科が設置された。
考古学では、1934年（昭和9年）から1945年（昭和20年）まで東アジア考古学の権威である駒井和愛（東京大学名誉教授）が教えたほか、1957年（昭和32年）から博物館学の第一人者である中川成夫が講じ、長く研究に従事し、学芸員の養成にも尽力した。中川は、近世考古学の開拓者としても知られ、立教大学博物館学研究室の加藤晋平（後の筑波大学教授、モンゴル国考古研究所名誉教授）とともに、近世における考古学的研究に道を開いた。中川の教えを受けた森川昌和は、後に鳥浜貝塚において「縄文のタイムカプセル」と呼ばれる遺物を発掘するなど、考古学界に新見地を開く功績を上げた。
1959年（昭和34年）には大久保利通の孫である大久保利謙が教授に就任し、日本近代史研究を学問分野として確立した。佐々木克（京都大学名誉教授）も、当時の大久保の教え子である。大久保の1万2千冊を超える蔵書は「大久保利謙文庫」として大学図書館に所蔵されているが、貴重な資料が多く、学内外からの利用が絶えない第一級の文庫である。資料の中には、日本初の英和辞書とされる堀達之助（阿蘭陀通詞、ペリー艦隊来航時の通訳）が著した『英和対訳袖珍辞書』（英名：A Pocket Dictionary of the English and Japanese Language）もあり、立教大学図書館により初版本がデジタル化されている。
大久保は大学史の編纂でも先駆者として知られるが、近年では寺崎昌男（立教大学名誉教授）も日本の大学史研究の進展に大きく貢献した。

キリスト教史学では海老沢有道が活躍し、多くの関連書籍を著すとともに、キリスト教史学会の創設にも尽力して理事長も務めた。日本キリスト教史関連資料からなる6千冊を超える蔵書が「海老澤有道文庫」として大学図書館に所蔵されている。

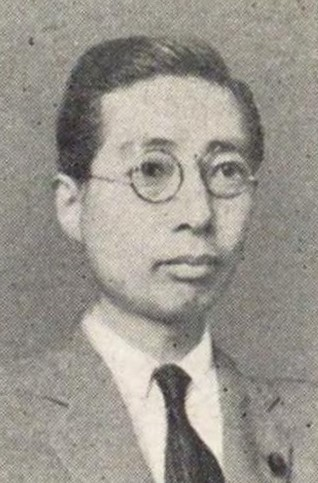
大久保利謙（大久保利通の孫、日本近代史研究の確立者）
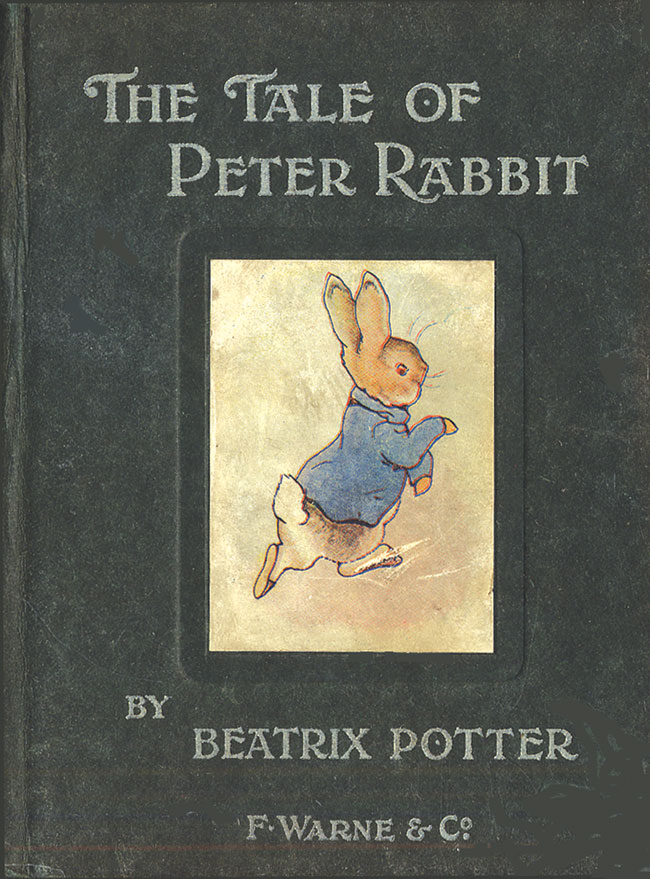
吉田新一が研究したビアトリクス・ポター著作の『ピーターラビットのおはなし』（1902年、初版本）。

1960年代後半、立教大学を含む日本の各大学での学園紛争が収束に向かった頃、新カリキュラムの導入が進められ、吉田新一（立教大学名誉教授）によって英米児童文学の授業も新たに設けられた。英米文学科（現・英米文学専修）で講じた吉田は日本における『ピーターラビット』とビアトリクス・ポター研究の第一人者であり、海外児童文学作品の翻訳も精力的に行うとともに、桂宥子（岡山県立大学名誉教授）や北野佐久子（児童文学研究家）らを育てた。また、児童文学作家、文芸評論家として日本文学界に貢献した福田清人（日本児童文芸家協会理事長・会長）も教授を務めている。
2006年（平成18年）、学内で大規模な学部・学科編成が行われ、現代心理学部設置にともない心理学科は廃止された。また、文学部には新たに文学科（英米文学専修、日本文学専修、ドイツ文学専修、フランス文学専修、文芸・思想専修）が設置され、既存の英米文学科、日本文学科、ドイツ文学科、フランス文学科は廃止された。これにより、文学部はキリスト教学科、文学科、史学科、教育学科の4学科体制となる。

## 沿革
- 1859年 - タウンゼント・ハリスの支援のもと江戸幕府の長崎奉行の要請でジョン・リギンズとチャニング・ウィリアムズが長崎に私塾を創設。
- 1860年 - リギンズが日本の先駆けとなる英学会話書を執筆し、現行のローマ字綴りを編み出す。
- 1869年 - ウィリアムズが大阪・川口の与力町で英語教授を開始。
- 1870年 - ウィリアムズが同じく大阪・川口の与力町で英学講義所（後の大阪・英和学舎）を設立。
- 1874年 - ウィリアムズにより東京・築地に立教学校が設立。
- 1883年 - 教育令による立教大学校を設立（旧制大学）。
- 1887年 - 大阪・英和学舎が立教大学校と合併。
- 1896年 - 英語部を設置。
- 1897年 - 東京・神田錦町に東京英語専修学校を設立。
- 1907年 - 専門学校令により立教大学と改称、文科・商科を設置。
- 1920年 - 英文学科に在学中の加藤まさを（大正期の代表的な抒情画家）が中心となり立教大学の文芸雑誌『塔』を創刊。
- 1922年 - 大学令により再び旧制大学に昇格、文学部・商学部を設置、文学部に英文学科、哲学科、宗教学科が置かれる。
- 1925年 - 史学科を設置。
- 1928年 - 立教大学史学会設立。
- 1943年 - 文学部廃止、文学部生7名は慶應義塾大学文学部に移籍[48]。
- 1946年 - 文学部復活、キリスト教学科、英米文学科を置く。
- 1947年 - 社会学科を設置。
- 1949年 - 新制大学として認可、文学部・経済学部・理学部を設置、文学部にキリスト教学科、英米文学科、社会学科、史学科、心理教育学科が置かれる。
- 1956年 - 日本文学科を設置。
- 1958年 - 社会学部の設置に伴い社会学科を廃止。
- 1962年 - 心理学科、教育学科を設置、心理教育学科を廃止。
- 1963年 - フランス文学科、ドイツ文学科を設置。
- ?年 - ?年 8学科を横断した文芸思想コースを設置。コースは10年ほど続いた[49]。
- 2006年 - 現代心理学部設置に伴い心理学部廃止、文学科（英米文学専修、フランス文学専修、ドイツ文学専修、日本文学専修、文芸・思想専修）を設置、英米文学科、フランス文学科、ドイツ文学科、日本文学科を廃止。
- 2007年 - 文学部開設100年を迎える。

## 学部・学科
- 文学部
  - キリスト教学科
  - 文学科
    - 英米文学専修
    - フランス文学専修
    - ドイツ文学専修
    - 日本文学専修
    - 文芸・思想専修

  - 史学科
  - 教育学科

## 大学院
- 文学研究科（博士前期課程・博士後期課程）
  - 日本文学専攻
  - 英米文学専攻
  - ドイツ文学専攻
  - フランス文学専攻
  - 史学専攻
  - 超域文化学専攻
  - 教育学専攻
  - 比較文明学専攻

## 組織
- 文学部長・文学研究科委員長：金子明雄[50]

## 主な教職員
（五十音順）
- 石川巧（立教大学文学部教授）
- 井出万秀（立教大学文学部教授）
- 上田信（立教大学文学部史学科教授）
- 尾崎名津子（立教大学文学部准教授）
- 小野正嗣（立教大学文学部教授、仏文学者）
- 蒲池美鶴（立教大学文学部教授）
- 金子明雄（立教大学文学部教授・文学部長・文学研究科委員長)
- 川本三郎（立教大学文学部特任教授）
- 小池昌代（立教大学文学部特任教授）
- 河野哲也（立教大学文学部教育学科教授）
- 佐藤研（立教大学文学部キリスト教学科教授）
- 千石英世（立教大学文学部教授）
- 鈴木彰（立教大学文学部教授）
- 舌津智之（立教大学文学部教授）
- 平良愛香（立教大学文学部兼任講師、牧師）
- 田中治彦（立教大学文学部教授）
- 西原廉太（立教大学キリスト教学研究科教授、神学者、第22代立教大学総長、元文学部長、元文学研究科委員長）
- 西谷修（立教大学文学研究科特任教授）
- 長谷川修一（立教大学文学部准教授、聖書学者、考古学者）
- 平井吾門（立教大学文学部准教授）
- 平田俊子（立教大学文学部特任教授、詩人、小説家、劇作家）
- 深井智朗（立教大学非常勤講師）
- 福嶋亮大 (立教大学文学部准教授)
- 藤井淑禎（立教大学文学部文学科教授、立教大学江戸川乱歩記念大衆文化研究センター長）
- 細川哲士（立教大学文学部文学科教授）
- 前田一男（立教大学文学部教育学科教授）
- 渡辺憲司（立教大学文学部文学科教授）
- 渡辺信二（立教大学文学部教授）